# ماردیزویل (آلاباما)
ماردیزویل (به انگلیسی: Mardisville) یک منطقهٔ مسکونی در ایالات متحده آمریکا است که در شهرستان تالادیگا، آلاباما واقع شده‌است. ماردیزویل ۱۵۵٫۱۵ متر بالاتر از سطح دریا قرار دارد.